# 内特·德里杰斯
内森·艾伦·德里杰斯（英語：Nathan Allen Driggers，1973年10月12日—），美国NBA联盟前职业篮球运动员。